# Between (serie de televisión)
Between es una serie de ciencia ficción-drama canadiense que se estrenó el 21 de mayo de 2015 en City y Netflix. Fue creada por Michael McGowan y es protagonizada por Jennette McCurdy como Wiley Day, una adolescente embarazada que vive en un pequeño pueblo llamado Pretty Lake, donde una misteriosa enfermedad ha matado a todos los mayores de 22 años. El 8 de julio de 2015, Jennette McCurdy en su cuenta de Twitter anunció que la serie fue renovada para una segunda temporada que se estrenó el 30 de junio de 2016. Tiene influencias y paralelismos con La tribu (serie de televisión), de la cual seguramente se inspiró. Así como también haría posteriormente The Society, también de Netflix que fue cancelada en 2020.
Si bien la serie nunca fue cancelada oficialmente, no se han tenido noticias nuevas ni se ha vuelto a mencionar algo al respecto desde el último episodio de la segunda temporada, emitido el 4 de agosto de 2016.

## Argumento
Wiley Day (Jennette McCurdy) es una adolescente embarazada que vive en la pequeña ciudad Pretty Lake, que está haciendo frente a una misteriosa enfermedad que ha matado a todos los mayores de 22 años en la ciudad.
Cuando el pueblo queda sin adultos ni autoridades, todo se vuelve un descontrol, y Chuck Lott (Justin Kelly), hijo del dueño de varias concesionarias de autos, decide tomar la responsabilidad. A lo largo de la serie, se ve como muchos están de acuerdo con esto, y muchos no, generando conflictos entre los personajes.

## Personajes

### Personajes Principales
| Actor                | Personaje       | Temporadas | Temporadas |
| Actor                | Personaje       | 1          | 2          |
| -------------------- | --------------- | ---------- | ---------- |
| Jennette McCurdy     | Wiley Day       | Principal  | Principal  |
| Jesse Carere         | Adam Jones      | Principal  | Principal  |
| Ryan Allen           | Gord            | Principal  | Principal  |
| Justin Kelly         | Chuck Lott      | Principal  | Principal  |
| Kyle Mac             | Ronnie Creeker  | Principal  | Principal  |
| Samantha Munro       | Stacey          | Principal  | Principal  |
| Jack Murray          | Mark            | Principal  | Principal  |
| Brooke Palsson       | Melissa Day     | Principal  |            |
| Stephen Bogaert      | Charles Lott    | Principal  | Voz        |
| Rick Roberts         | Clarence Jones  | Principal  |            |
| Shailyn Pierre-Dixon | Frances         | Recurrente | Principal  |
| Jordan Todosey       | Tracey Creeker  | Recurrente | Principal  |
| Percy Hynes White    | Harrison        | Invitado   | Principal  |
| Steven Grayhm        | Liam            |            | Principal  |
| Mercedes Morris      | Renée           |            | Principal  |
| Rosemary Dunsmore    | Ministra Miller | Recurrente | Principal  |

### Elenco Recurrente
| Actor            | Personaje   | Temporadas | Temporadas |
| Actor            | Personaje   | 1          | 2          |
| ---------------- | ----------- | ---------- | ---------- |
| Krystal Nausbaum | Amanda Lott | Recurrente | Voz        |
| Jim Watson       | Pat Creeker | Recurrente | Recurrente |
| Shailene Garnett | Amy Symonds | Recurrente |            |
| Niamh Wilson     | Lana Lott   | Recurrente | Voz        |
| Wesley Morgan    | Kevin Hale  | Recurrente |            |
| Sarah Podemski   | Ellen       | Recurrente | Invitada   |
| Jesse Bostick    | Felix       | Recurrente |            |
| Ian Fisher       | John        | Invitado   | Recurrente |
| Rebecca Liddiard | Hanna       | Recurrente | Recurrente |
| Abigail Winter   | Samantha    | Recurrente | Recurrente |
| Peyton Kennedy   | Annie       | Recurrente |            |

## Episodios
| Temporada | Temporada | Episodios | Episodios | Emisión original    | Emisión original    |
| Temporada | Temporada | Episodios | Episodios | Primera emisión     | Última emisión      |
| --------- | --------- | --------- | --------- | ------------------- | ------------------- |
|           | 1         | 6         | 6         | 21 de mayo de 2015  | 25 de junio de 2015 |
|           | 2         | 6         | 6         | 30 de junio de 2016 | 4 de agosto de 2016 |

## Producción
La serie ya está en estado de completado. Tiene 2 temporadas de seis episodios cada una, de aproximadamente 40 minutos de duración. Esta coproducido por City TV y Netflix como parte de un acuerdo de colaboración. Es la primera serie de televisión en la que Jennette McCurdy obtiene el papel protagonista principal.
La grabación comenzó el 20 de octubre de 2014. City transmitió un adelanto exclusivo de la serie durante los Grammy Awards 2015. Finalmente la serie se estrenó el 21 de mayo de 2015.
Los episodios se estrenaron semanalmente los jueves a las 8 PM en City TV y a las 11:30 PM en Netflix. Como complemento a la emisión por televisión se lanzó una serie web llamada Between The Lines, consistente en ocho episodios de dos minutos de duración. Esta miniserie seguía al personaje de Amanda y las entrevistas que realizaba a los estudiantes del instituto de Pretty Lake para el anuario escolar, se estrenó el 22 de mayo de 2015 en la página web de City.
La producción de la segunda temporada de la serie comenzó el 2 de enero de 2016 y consiste de seis episodios, igual que la primera temporada. Se empezó a grabar el 11 de marzo de 2016 y se introdujeron dos nuevos personajes, interpretados por Steven Grayhm y Mercedes Morris.